# كامبريدج (ماساتشوستس)
كامبريدج هي مدينة تقع في مقاطعة ميدلسكس بولاية ماساتشوستس في الولايات المتحدة. تُعد ضاحية ضمن منطقة بوسطن الكبرى، وتقع مباشرة على الضفة المقابلة لنهر تشارلز من مدينة بوسطن. بلغ عدد سكان المدينة وفقًا لتعداد الولايات المتحدة لعام 2020 نحو 118,403 نسمة، مما يجعلها المدينة الأكثر اكتظاظًا بالسكان في المقاطعة، والرابعة من حيث عدد السكان في ولاية ماساتشوستس بعد بوسطن وورسيستر وسبرينغفيلد، والتاسعة من حيث عدد السكان في منطقة نيو إنجلاند.
سُمّيت المدينة بهذا الاسم تكريمًا لجامعة كامبريدج في إنجلترا، والتي كانت مركزًا مهمًا للاهوت البيوريتاني الذي اعتنقه مؤسسو المدينة.
تحتضن كامبريدج جامعة هارفارد، وهي جامعة من رابطة اللبلاب تأسست في عام 1636 وتُعد أقدم مؤسسة للتعليم العالي في الولايات المتحدة. كما تضم المدينة معهد ماساتشوستس للتكنولوجيا، وجامعة ليزلي، ومدرسة هالت الدولية للأعمال. وكانت كلية رادكليف، وهي كلية للفنون الحرة مخصصة للنساء، قائمة في كامبريدج منذ تأسيسها عام 1879 وحتى اندماجها الكامل مع جامعة هارفارد عام 1999.
تُعرف منطقة كندال سكوير، الواقعة قرب معهد MIT في شرق كامبريدج، بأنها "أكثر ميل مربع ابتكارًا على وجه الأرض"، نظرًا إلى العدد الكبير من الشركات الناشئة التي ظهرت فيها منذ عام 2010.
تأسست كامبريدج في ديسمبر عام 1630 خلال الحقبة الاستعمارية، وكانت من أولى المدن التي أُنشئت في المستعمرات الثلاث عشرة، ولعبت دورًا تاريخيًا خلال الثورة الأمريكية.
في مايو 1775، احتشد نحو 16,000 من الوطنيين الأمريكيين في ساحة كامبريدج العامة لتنظيم رد عسكري على الجيش البريطاني عقب معارك ليكسينغتون وكونكورد. وفي 2 يوليو 1775، بعد أسبوعين من إعلان المؤتمر القاري الثاني في فيلادلفيا تأسيس الجيش القاري وتعيين جورج واشنطن قائدًا له، وصل واشنطن إلى ساحة كامبريدج العامة لتولي قيادة الجنود المتمركزين هناك. وقد لعب العديد من هؤلاء الجنود دورًا بارزًا في حصار بوسطن الناجح الذي منع القوات البريطانية المحاصَرة من التحرك برًّا، مما أجبر البريطانيين في النهاية على الانسحاب من المدينة. ولهذا تُعد ساحة كامبريدج العامة مهدًا للجيش القاري.

## التركيبة السكانية
حدّد مكتب تعداد الولايات المتحدة بيانات التركيبة السكانية لكامبريدج في تعداد الولايات المتحدة. في ما يلي، التركيبة السكانية حسب تعدادي 2000 و2010.

### تعداد عام 2000
بلغ عدد سكان كامبريدج 101,355 نسمة بحسب تعداد عام 2000، وبلغ عدد الأسر 42,615 أسرة وعدد العائلات 17,595 عائلة مقيمة في المدينة. في حين سجلت الكثافة السكانية 5,514.4 نسمة لكل كيلومتر مربع (14,282.2/ميل2). وبلغ عدد الوحدات السكنية 44,725 وحدة بمتوسط كثافة قدره 2,433.4 لكل كيلومتر مربع (6,302.5/ميل2).
وتوزع التركيب العرقي للمدينة بنسبة 68.10% من البيض و11.92% من الأمريكيين الأفارقة و0.29% من الأمريكيين الأصليين و11.88% من الأمريكيين ذوي الأصول الآسيوية و0.08% من سكان جزر المحيط الهادئ و3.19% من الأعراق الأخرى و4.56% من عرقين مختلطين أو أكثر و7.36% من الهسبانيون أو اللاتينيون من أي عرق.
بلغ عدد الأسر 42,615 أسرة كانت نسبة 18.9% منها لديها أطفال تحت سن الثامنة عشر تعيش معهم، وبلغت نسبة الأزواج القاطنين مع بعضهم البعض 29.1% من أصل المجموع الكلي للأسر، ونسبة 9.7% من الأسر كان لديها معيلات من الإناث دون وجود شريك، بينما كانت نسبة 2.5% من الأسر لديها معيلون من الذكور دون وجود شريكة وكانت نسبة 58.7% من غير العائلات. تألفت نسبة 41.4% من أصل جميع الأسر من عدة أفراد يعيشون في نفس المنزل ونسبة 9.2% كانت تتألف من شخص يعيش بمفرده يبلغ من العمر 65 عاماً أو أكثر. وبلغ متوسط حجم الأسرة المعيشية 2.03، أما متوسط حجم العائلات فبلغ 2.83.
بلغ العمر الوسطي للسكان 30.4 عاماً. وكانت نسبة 13.1% من القاطنين تحت سن الثامنة عشر، وكانت نسبة 9.6% بين الثامنة عشر والرابعة والعشرين عاماً، ونسبة 36.7% كانت واقعةً في الفئة العمرية ما بين الخامسة والعشرين والرابعة والأربعين عاماً، ونسبة 17.3% كانت ما بين الخامسة والأربعين والرابعة والستين، ونسبة 8.9% كانت ضمن فئة الخامسة والستين عاماً فما فوق. يوجد لكل 100 أنثى 92.9 ذكر، ويوجد لكل 100 أنثى في الثامنة عشر من عمرها فما فوق 90.6 ذكر.
بلغ متوسط دخل الأسرة في المدينة 47,979 دولارًا، أما متوسط دخل العائلة فبلغ 59,423 دولارًا. وكان متوسط دخل الذكور 43,825 دولارًا مقابل 38,489 دولارًا للإناث. وسجل دخل الفرد الخاص بالمدينة 31,156 دولارًا. وكانت نسبة 8.7% من العائلات ونسبة 12.9% من السكان تحت خط الفقر، وكان من هؤلاء نسبة 15.6% تحت سن الثامنة عشر ونسبة 12.9% في الخامسة والستين من العمر وما فوق.

### تعداد عام 2010
بلغ عدد سكان كامبريدج 105,162 نسمة بحسب تعداد عام 2010، وبلغ عدد الأسر 44,032 أسرة وعدد العائلات 17,420 عائلة مقيمة في المدينة. في حين سجلت الكثافة السكانية 5,721.5 نسمة لكل كيلومتر مربع (14,818.6/ميل2). وبلغ عدد الوحدات السكنية 47,291 وحدة بمتوسط كثافة قدره 2,573 لكل كيلومتر مربع (6,664.0/ميل2).
وتوزع التركيب العرقي للمدينة بنسبة 66.57% من البيض و11.65% من الأمريكيين الأفارقة و0.23% من الأمريكيين الأصليين و15.10% من الأمريكيين ذوي الأصول الآسيوية و0.04% من سكان جزر المحيط الهادئ و2.13% من الأعراق الأخرى و4.28% من عرقين مختلطين أو أكثر و7.58% من الهسبانيون أو اللاتينيون من أي عرق.
بلغ عدد الأسر 44,032 أسرة كانت نسبة 16.9% منها لديها أطفال تحت سن الثامنة عشر تعيش معهم، وبلغت نسبة الأزواج القاطنين مع بعضهم البعض 28.9% من أصل المجموع الكلي للأسر، ونسبة 8.4% من الأسر كان لديها معيلات من الإناث دون وجود شريك، بينما كانت نسبة 2.2% من الأسر لديها معيلون من الذكور دون وجود شريكة وكانت نسبة 60.4% من غير العائلات. تألفت نسبة 40.7% من أصل جميع الأسر من عدة أفراد يعيشون في نفس المنزل ونسبة 9.6% كانت تتألف من شخص يعيش بمفرده يبلغ من العمر 65 عاماً أو أكثر. وبلغ متوسط حجم الأسرة المعيشية 2.00، أما متوسط حجم العائلات فبلغ 2.76.
بلغ العمر الوسطي للسكان 30.2 عاماً. وكانت نسبة 11.4% من القاطنين تحت سن الثامنة عشر، وكانت نسبة 20.8% بين الثامنة عشر والرابعة والعشرين عاماً، ونسبة 40.6% كانت واقعةً في الفئة العمرية ما بين الخامسة والعشرين والرابعة والأربعين عاماً، ونسبة 17.7% كانت ما بين الخامسة والأربعين والرابعة والستين، ونسبة 9.5% كانت ضمن فئة الخامسة والستين عاماً فما فوق. وتوزع التركيب الجنسي للسكان بنسبة 48.6% ذكور و51.4% إناث.

## توأمة
- المملكة المتحدة، كامبريدج
- البرتغال، قلمرية
- أيرلندا، غالواي
- أرمينيا، يريفان
- اليابان، تسوكوبا
- بولندا، كراكوفيا.

## أعلام
- بينوا ماندلبروت
- تشارلز ساندرز بيرس
- تيم كيف
- بيرسي ويليامز بريجمان
- دوغلاس نورث
- هنري وادزورث لونغفيلو
- تشارلز هنري ديفيس
- مات ديمون
- توماس كون
- ألفريد نورث وايتهيد
- إدوارد بورسيل
- لويد شابلي